# Atzelsberg

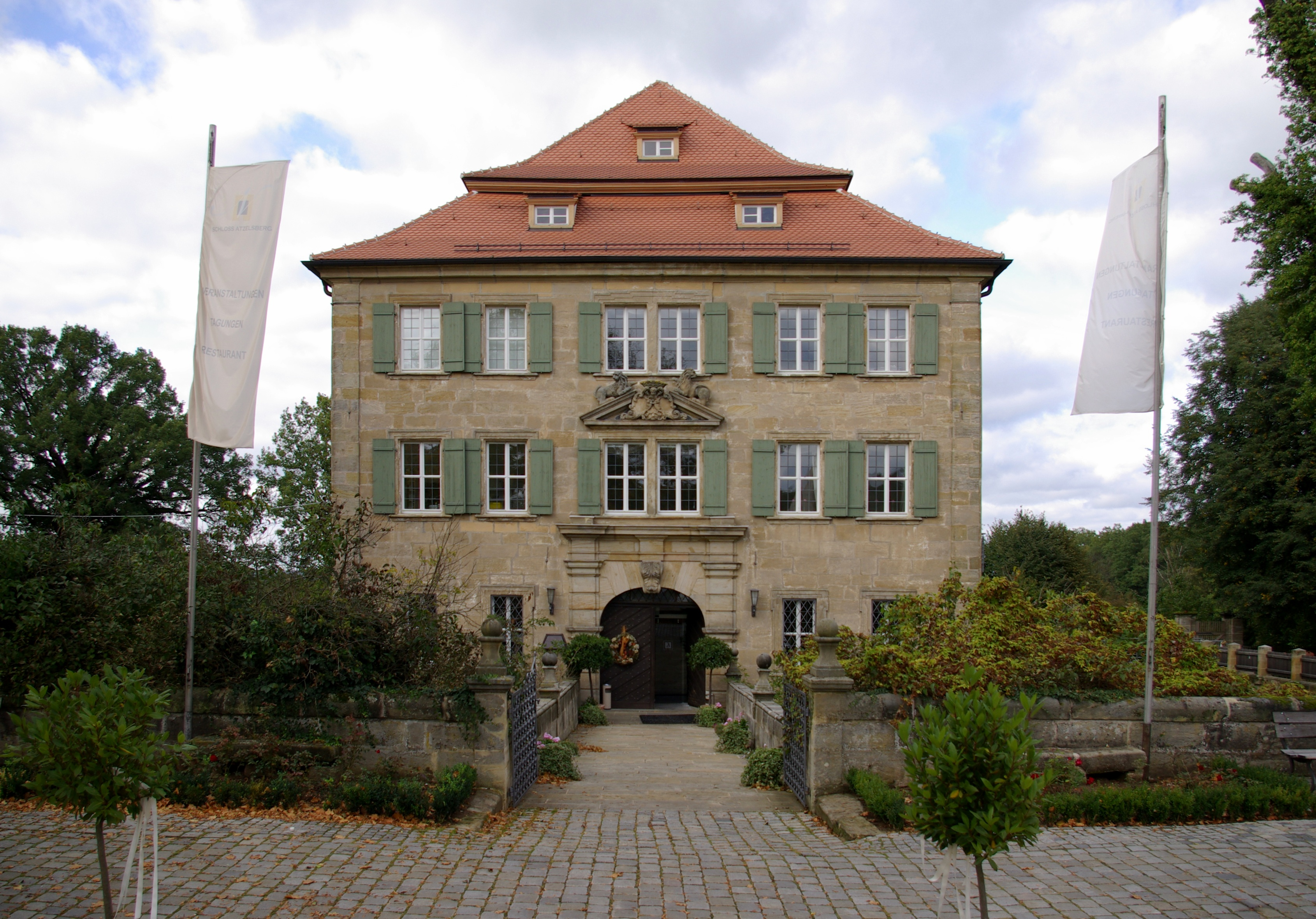
Schloss Atzelsberg

Atzelsberg (ostfränkisch: Adslsbärch) ist ein Gemeindeteil der Gemeinde Marloffstein im Landkreis Erlangen-Höchstadt (Mittelfranken, Bayern). Die Gemarkung Atzelsberg hat eine Fläche von 2,548 km². Sie ist in 457 Flurstücke aufgeteilt, die eine durchschnittliche Flurstücksfläche von 5575,69 m² haben. In ihr liegt neben dem namensgebenden Ort der Gemeindeteil Rathsberg.

## Geographie
Das Dorf liegt nordwestlich von Marloffstein am nördlichen Hang des Höhenzuges von Rathsberg nach Marloffstein. Im Süden grenzt Acker- und Grünland an. Die Flur wird Rathsberg genannt. Im Osten wie auch im Westen grenzen Waldgebiete an, das westliche ist teilweise ein Naturschutzgebiet. Die Kreisstraße ERH 7 verläuft nach Rathsberg (1,25 km südwestlich) bzw. nach Marloffstein zur Staatsstraße 2242 (2 km südöstlich). Die Kreisstraße ERH 30/FO 12 verläuft nach Bräuningshof (0,75 km nördlich). Eine Gemeindeverbindungsstraße verläuft nach Adlitz zur St 2242 (1,75 km nordöstlich).

## Geschichte
Der Ort wurde 1332 als „Matzenberg“ erstmals urkundlich erwähnt. Neben dieser Form gab es auch die Variante „Atzzelberg“ (1394 erstmals bezeugt), die ab dem 18. Jahrhundert die gebräuchliche Form wurde. Bestimmungswort des Ortsnamens war Azzo (Koseform von Adalbert), der Personenname des Gründers. Die erste Form ist durch Verschleifung von Zum Atzenberg entstanden.
Der Ort wurde wohl wie das benachbarte Adlitz um 1100 von den Reichsministerialen von Gründlach gegründet. Mit deren Erlöschen im Jahr 1314/15 gelangten die Ansprüche an Graf Gottfried von Hohenlohe-Brauneck, der sie aber bereits 1326 wegen Überschuldung an die Burggrafschaft Nürnberg verkaufen musste. Allerdings beanspruchten die Dienstleute der Gründlacher, die Ritter von Strobel, die Herrensitze Adlitz und Atezelsberg, auf denen sie wohl schon seit dem 12. Jahrhundert saßen. Dagegen klagte die Burggrafschaft Nürnberg mit Erfolg. So wurde Adlitz burggrafliches – und in der Rechtsnachfolge – ein markgräfliches Lehen, das zunächst den Strobels aufgetragen wurde. Auf die Hohe und Niedere Gerichtsbarkeit erhoben gleichermaßen das brandenburg-bayreuthische Oberamt Baiersdorf wie auch das bambergische Centamt Neunkirchen Ansprüche, was zu dauerhaften rechtlichen Auseinandersetzungen führte.
Im Jahr 1432 wurde Atzelsberg als „Sitz“, 1435 als „Castrum“ und 1441 als „Sloß“ ausdrücklich erwähnt. Schlösser dienten ursprünglich Mitgliedern des Adels als Wohn- und Verwaltungssitz. Im Jahr 1450 wurde die kleine Burganlage von Nürnberger Söldnern im Ersten Markgrafenkrieg zerstört und anschließend durch die Familie Strobel wieder aufgebaut. Im Zweiten Markgrafenkrieg 1553 erfuhr sie das gleiche Schicksal. Noch 1616 wurde eine abgebrannte Ruine mit Turm erwähnt und als zweigeschossiges Wohngebäude, in dem sich der damalige Besitzer aufhielt, wieder aufgebaut. Im Dreißigjährigen Krieg wurde das Schloss 1631/32 erneut zerstört. Danach wechselten häufig die Besitzer des maroden Anwesens, der Wiederaufbau ging kaum voran. Erst 1705 ließ der neue Besitzer, der Nürnberger Kaufmann, Diplomat und kaiserlicher Rat Johann (Hans) Conrad Reichsfreiherr Seutter von Lötzen (1657–1730), Herr auf Atzelsberg und Steinach, das heutige Schlossgebäude durch Maurermeister aus Cadolzburg im neuen Glanz erstrahlen.
Das Hauptgebäude des Schlosses ist trotz der Hanglage von einem mehrere Meter tiefen Graben umgeben. Auf der Süd-, Ost- und zur Hälfte auf der Westseite wurde dieser tief in den Fels der südlichen Hochebene gegraben. Auf der abfallenden Nord- und der Nordwestseite wird er dagegen durch einen künstlich aufgeschütteten, mehrere Meter breiten und hohen Wall ausgeformt. Der Graben diente der Verteidigung und war einst mit Wasser gefüllt. Ein kleiner Zulauf fließt noch als Bächlein in der westlichen Grabensohle. Das Aufschütten eines künstlichen Walls, um einen Wassergraben zu bilden, ist bei Bau von Wasserburgen selten anzutreffen.
1714 wurde durch von Seutter die markgräfliche Lehenschaft abgelöst und das Gut Atzelsberg zum eigenständigen, frei vererbbaren Rittergut, dem auch die niedere Gerichtsbarkeit oblag. 1730 erbte es Seutters Gemahlin Helena Freifrau von Seutter (1663–1748), eine Tochter von Jacob von Sandrart (1630–1708). 1748 erwarb es Conrad Friedrich von Hagen. 1763 kaufte es Johann Andreas von Wahler (1720–1791) zu Nürnberg, welcher die steinerne Brücke über dem Graben errichtete. 1764 zählte das Gut zwölf Haushalte. 1791 erbte es Johann Wolfgang von Wahler (1748–1797) und nach dessen Tod Georg Christoph Albrecht von Wahler (1784–1849).
Von 1797 bis 1810 unterstand der Ort dem Justiz- und Kammeramt Erlangen. Im Rahmen des Gemeindeedikts wurde Atzelsberg 1813 dem Steuerdistrikt Uttenreuth zugeordnet. 1818 entstand die Ruralgemeinde Atzelsberg, zu der Rathsberg gehörte. Sie war in Verwaltung und Gerichtsbarkeit dem Landgericht Erlangen zugeordnet und in der Finanzverwaltung dem Rentamt Erlangen (1919 in Finanzamt Erlangen umbenannt). Ab 1862 gehörte Atzelsberg zum Bezirksamt Erlangen (1939 in Landkreis Erlangen umbenannt), die Gerichtsbarkeit lag beim im gleichen Jahr gebildeten Stadt- und Landgericht Erlangen (1879 in das Amtsgericht Erlangen umgewandelt). Die Gemeinde hatte 1964 eine Gebietsfläche von 2,539 km².
1848, im Zuge der Bauernbefreiung, wurde aus dem Rittergut ein Schlossgut und aus den Gutsuntertanen wurden  unabhängige Gutspächter. Nach dem Tod Albrechts 1849 wurde es von dreien seiner Töchter, der unverheirateten Natalie, Babett Karolin Maria Rosamund und ihrem Mann Leopold Joseph Gottlieb Franz Schrodt sowie Henriette Julie Maria Thusnelda und ihrem Mann Karl Friedrich Wilhelm von Landgraf verwaltet. 1877 wurde Schrodts Sohn Albert der Alleinerbe des Schlosses.
1961 kaufte die Stadt Erlangen Schloss Atzelsberg von den Nachkommen Albert Schrodts, um es zunächst aufwändig zu renovieren. Das Schloss sollte der Mittelpunkt eines Erholungszentrums für die Erlanger Bürgerschaft werden. Durch Konstruktionsfehler beim ursprünglichen Schlossbau, unsachgemäße Eingriffe und auch die mangelnde Erhaltung in den letzten Jahrzehnten waren die Kosten zur Beseitigung der Baumängel  jedoch so stark gestiegen, dass die Stadt sich 2004 entschloss, das Schlossgut wieder zu verkaufen. Der neue Besitzer, Johann Schorr, hatte allerdings die Auflage, es weiterhin der Öffentlichkeit zugänglich zu machen und die dringend notwendigen Sanierungen zu übernehmen. Bis 2013 wurde nicht nur das Schloss generalsaniert, auch die beiden dazugehörenden Parks, der Wassergraben und die Wirtschaftsgebäude wurden erneuert. Heute befindet sich auf Schloss Atzelsberg ein Standesamt und eine Gaststätte. Die Räume können für Feierlichkeiten oder Tagungen angemietet werden.
Am 1. Oktober 1973 wurde ein Anwesen mit zwei Einwohnern nach Langensendelbach eingegliedert. Am 1. Mai 1978 wurde die Gemeinde Atzelsberg im Zuge der Gebietsreform in Bayern nach Marloffstein eingegliedert.

### Baudenkmäler
- Haus Nr. 2: Schloss Atzelsberg
- Haus Nr. 4: ehemaliges Gasthaus Zum Schloss
- Haus Nr. 5: Hof mit Kleinbauernhaus
- Haus Nr. 6: Bauernhaus
- Haus Nr. 8: Sandsteinquaderbau
- Haus Nr. 9: Hof mit Wohnstallbau

### Einwohnerentwicklung
Gemeinde Atzelsberg
| Jahr      | 1818  | 1840   | 1852   | 1855   | 1861   | 1867   | 1871   | 1875   | 1880   | 1885   | 1890   | 1895   | 1900   | 1905   | 1910   | 1919   | 1925   | 1933   | 1939   | 1946   | 1950   | 1952   | 1961   | 1970   |
| Einwohner | 146   | 180    | 185    | 179    | 175    | 164    | 160    | 158    | 156    | 167    | 174    | 161    | 150    | 136    | 135    | 147    | 152    | 142    | 135    | 273    | 247    | 240    | 210    | 284    |
| Häuser    | 27    | 29     |        |        |        |        | 27     |        |        | 31     | 32     |        | 32     |        |        |        | 32     |        |        |        | 29     |        | 31     |        |
| Quelle    | [ 9 ] | [ 14 ] | [ 15 ] | [ 15 ] | [ 16 ] | [ 17 ] | [ 18 ] | [ 19 ] | [ 20 ] | [ 21 ] | [ 22 ] | [ 15 ] | [ 23 ] | [ 15 ] | [ 24 ] | [ 15 ] | [ 25 ] | [ 15 ] | [ 15 ] | [ 15 ] | [ 26 ] | [ 15 ] | [ 11 ] | [ 27 ] |

Ort Atzelsberg
| Jahr      | 001818 | 001840 | 001861 | 001871 | 001885 | 001900 | 001925 | 001950 | 001961 | 001970 | 001987 | 002016 | 002023 |
| Einwohner | 46     | 56     | 69     | 58     | 59     | 53     | 52     | 80     | 72     | 125    | 43     | 44     | 40     |
| Häuser    | 10     | 11     |        |        | 11     | 11     | 11     | 12     | 12     |        | 14     |        |        |
| Quelle    | [ 9 ]  | [ 14 ] | [ 16 ] | [ 18 ] | [ 21 ] | [ 23 ] | [ 25 ] | [ 26 ] | [ 11 ] | [ 27 ] | [ 28 ] |        | [ 1 ]  |

## Religion
Der Ort ist seit der Reformation gemischt konfessionell. Die Lutheraner sind in die Altstädter Kirche (Erlangen) gepfarrt, die Katholiken nach Herz Jesu (Erlangen).